# スクラムフォース
スクラムフォースは総務省消防庁が開発し、市原市消防局に配備されている、情報収集から放水活動までを自動・自律的に行える世界初の実戦配備可能な消防ロボットシステム。
4台のロボットと指令システムからなる。

## 沿革
総務省消防庁は東日本大震災での市原市でのLPG貯蔵施設の爆発火災や、姫路市の製造所での爆発火災の教訓を踏まえ、石油コンビナート等において特殊な災害が発生し、消防隊員が現場に近づけない状況において、災害の拡大抑制を行う消防ロボットシステムの開発を決定した。
2014年度から2016年度まで三菱重工業、東北大学などと共同で試作機の研究試作を実施し。2017年4月14日、完成した試作機を実演公開した。さらに2017年度から2018年度まで実践配備型の研究開発を実施した。
2018年度末、実戦配備型の消防ロボットシステムが完成し市原市消防局に緊急消防援助隊車両として実証配備、2019年5月市原市消防局は習熟期間を経て当該システムを装備した特殊装備小隊を発足させた。部隊発足式に合わせ消防ロボットシステムをスクラムフォースと命名し、スクラムフォースのロゴ・マークを発表した。配備後も準天頂衛星システム「みちびき」の技術の導入や、首都直下型地震への対応を見据えた東京湾沿岸地域の大規模石油コンビナートでの稼働に必要な情報の組み込みなどの高度化がなされている。
2023年、日本機械学会の機械学会賞（技術）を受賞した。

## 装備
| 名称                     | 愛称               | 注釈 |
| ------------------------ | ------------------ | --- |
| 搬送車両                 |                    | 消防ロボットの搬送だけでなく、指令システムを搭載しているなど消防ロボットシステムの拠点機能を担う。発電機を搭載しているため、外部給電なしで消防ロボットシステムを稼働可能。                                                                                |
| 飛行型偵察・監視ロボット | スカイ・アイ       | 災害初期に現場上空を自律飛行し、災害の状況を偵察する。二重反転機構による安定した飛行や、自動離着陸による飛行を実現している。 |
| 走行型偵察・監視ロボット | ランド・アイ       | スカイ・アイからの情報を参考として、自律走行し災害の状況をより詳しく偵察する。走行経路に障害物が飛散していることも考えられるため、車輪及びキャタピラの2つの走行方式を備え、状況に応じて使い分ける。                                                       |
| 放水砲ロボット           | ウォーターキャノン | 複数の放水方法を1つのノズルの切替式で実現した新開発ノズルを装備。偵察ロボットの情報を元に、自律走行し放水位置まで移動し、放水到達目標位置への最適なノズルの方向を設定する。風の変化などによる放水の外れを認識し、ノズルの向きを修正することが可能である。 |
| ホース延長ロボット       | タフ・リーラー     | 自律的に放水位置まで移動し、消防隊員が活動可能な安全な領域まで水源方向へ自律走行することが可能。高耐熱性能を有するホースは新たに開発されたものである。 |